# 山水城市
山水城市是源于中国传统山水文化与文人墨客抒情至物向往自然的情怀而产生的现代城市构想。它体现了中国特色未来城市建构蓝图——回归古典回归自然的艺术本真，也是无数艺术学者渴望达到的至高境界。在1990年由钱学森首先提出“山水城市”。